# Малинський провулок
Ма́линський прову́лок — провулок у Святошинському районі м. Києва, місцевість Новобіличі. Пролягає від вулиці Генерала Наумова до Робітничої вулиці.
Прилучається Рубежівський провулок.

## Історія
Малинський провулок виник у першій половині XX століття. Сучасна назва — з 1950-х років, на честь м. Малин.